# Савремена схватања инвалидности
Савремена схватања инвалидности произашла су из концепата који су се појавили током периода западног научног просветитељства; јер су до тада, физичке разлике и схватања била неуједначена и најчешће погрешна. На то указује и свакодневна терминологија која користи појмове: инвалидна лица, особе са инвалидитетом, особе са дисабилитетом (инвалидитет -енгл. disability), особе са посебним потребама, хендикепирана лица, лица ометена у развоју, лица са онеспособљеношћу, ретардирана лица итд. Често, зависно од израза који се користи – показује
се и став појединца или друштва према овим лицима. Узмимо неке од израза. 
Савремена схватања у овој области данас су битан предуслов за решавање бројих проблема људима са различитим врстама инвалидитета и пресудна су за стварање
предуслова за инклузивно друштво и поштовање људских права.

## Предуслови
Током средњег века, сматрало се да су лудило и друга обољења узроковани демонима, као и да су део природног поретка, посебно током и након периода црне смрти, након кога се ширила инвалидност по општој популацији.
У  раном модерном добу дошло је до померања ставова о инвалидности у област биологије. Тако се јавио став о  биолошки узрокованим физичким и менталним разликама. Тада настаје и повећано интересовање за разграничавање категорија: па је тако нпр. Амброаз Паре, у шеснаестом веку, писао је о „чудовиштима”, „поремећеним” и „осакаћеним” особама.
У раздобљу европског просветитељства, изведеног  на знању и значају вредности природних наука за људски напредак,  био је предуслов за стварање институција и асоцираних система знања, који су посматрали и категорисали људска бића; и њихове институције које су биле значајне за развој данашњих концепата инвалидности, као што су психијатријске болнице, клинике, и, затвори.
у 20 веку све више овладавају сазнања да је вековима постојала глобална корелација између инвалидности и сиромаштва, коју производе различити фактори. Сиромаштво и инвалидитет иду руку под руку. Стопа сиромаштва за радно способне особе са инвалидитетом скоро је два и по пута већа од оне за људе без инвалидитета. Инвалидитет и сиромаштво могу створити зачарани круг у којем физичке баријере и стигма инвалидности отежавају добијање прихода, што заузврат умањује приступ здравственој заштити и другим потребама за здрав живот. У друштвима без здравствених и социјалних услуга које финансира држава, живот са инвалидитетом могао би захтевати потрошњу на лекове и честе посете здравственој нези, личну помоћ у кући и адаптивне уређаје и одећу, заједно са уобичајеним животним трошковима. Светски извештај о инвалидности указује да половина свих особа са инвалидитетом не може приуштити здравствену заштиту, у поређењу са трећином способних. У земљама без јавних услуга за одрасле особе са инвалидитетом њихове породице могу осиромашити.

## Савремени концепт инвалидности
Савремени концепти инвалидности су укорењени у току осамнаестог и деветнаестог века. Најистакнутији међу њима су били развијање клиничког медицинског дискурса, што је учинило да се људско тело види као ствар коју се може манипулисати, проучавати и трансформисати. Они су деловали заједно са научним дискурсима који су покушавали да изврше класификацију и категоризацију, и при томе постану нормализациони методи.
Концепт „норме” је развијен у овом временском периоду, и представљен је у раду белгијског статистичара, социолога, математичара, и астронома Адолфа Кетла, који је писао током 1830-их о l'homme moyen – просечном човеку. Кетле је постулирао да се може узети сума атрибута свих осова дате популације (као што су њихова висина или тежина) и утврдити просечне вредности, и да би те вредности могле да служе као норма према којој сви људи треба да теже.
Ова идеја статистиче норме провлачи се кроз брзу примену статистичких података прикупљених од стране Британије, Сједињених Држава и земаља Западне Европе током овог временског периода, и везана је за пораст заступљености еугенских гледишта. Инвалидност, као и други концепти укључујући: абнормалност, ненормалност и нормалност проистичу из тога. Циркулација тих концепата је евидентна у популарности представа са наказама, у којима су забављачи профитирали излагањем људи који одступају од тих норми.
Са успоном еугенике у другом делу деветнаестог века, таква одступања су сматрана опасним по здравље целокупне популације. Са инвалидитетом посматраним као делом биолошког устројства особе, а самим тим и генетског наслеђа, део научне заједнице је сматрао да постоји потреба за уклањањем таквих „одступања” из генског фонда. Развијене су различите метрике за процену генетске подобности особе, које су затим кориштене за депортације, стерилизације или институционализације оних који су сматрани неподобним. На крају Другог светског рата, са увидом у исходе упражњавања нацистичке еугенике, еугеника је углавном нестала из јавног дискурса, а све више се инвалидност повезивала у скупом атрибута које медицина може адресирати - путем помагала, рехабилитације или лечења. У садашњој и модерној историји, инвалидитет се често посматра као нуспроизвод инцеста између сродника „првог или другог колена”.

## Терминологија
За развој савремених схватања инвалидности пре свега је био неопходан језик и терминологија инвалидности у смислу снажног утицаја на промену размишљања и дефинисања система вредности у неком друштву. Променом речи које користимо можемо, започети и са променом схватања и у великој мери утицати на начин на који су особе са инвалидитетом приказане у јавности и можемо помоћи у промени начина на који друштво размишља о инвалидности.
| Избегавати                                                                               | Користити уместо тога                                                     |
| ---------------------------------------------------------------------------------------- | ------------------------------------------------------------------------- |
| богаљ, инвалид, хендикепиран, спастичар                                                  | особа са инвалидитетом                                                    |
| особа са посебним потребама                                                              | особа са инвалидитетом                                                    |
| слеп, глув, наглув                                                                       | особа са оштећењем вида особа са оштећењем слуха слепа особа, глува особа |
| прикован за инвалидска колица везан за инвалидска колица                                 | корисник инвалидских колица                                               |
| ментално хендикепиран, ментално заосто, ментално ретардиран, ментално недовољно развијен | особа са тешкоћама у учењу, особа са интелектуалним инвалидитетом         |
| телесно способан                                                                         | особа без инвалидитета                                                    |

## Закон о спречавању дискриминације особа са инвалидитетом
Доношењу једног оваквог закона претходило је сазнање да је дискриминације особа са инвалидитетом, појава за коју се може са извесношћу тврдити, да је присутна у готово свим областима друштвеног живота, и да ниједна средина није имуна на појаве ове врсте –
...од неприлагођености процесних закона у вези са приступом правди и комуникацијом пред судом или другим државним органом са особама са инвалидитетом, преко великог броја дискриминаторских случајева у области васпитања и образовања, као и у пружању здравствених услуга, па све до дискриминације особа са инвалидитетом у коришћењу јавних услуга и приступа јавним површинама и јавним објектима.
У овој категорији највише су злостављању изложена деца са инвалидитетом која су жртве дискриминације пре свега у оквиру школског и васпитног система, као и жене са инвалидитетом које су често изложена породичном насиљу.
Имајући у виду да је један од задатка државе да створи приступачно окружење за особе са инвалидитетом јер је обезбеђивање приступачности основни предуслов за уживање свих осталих права, законодавац а руководећи се Стандардним правилима Уједињених нација, у великом броју земаља донет је овај закон, који је имао за циљ не само да регулише понашање у друштву према особама са инвалидитетом већ и да развије свест код својих грађана о:
- забрани дискриминације особа са инвалидитетом;
- поштовању људских права и достојанства особа са инвалидитетом;
- укључености особа са инвалидитетом у све сфере друштвеног живота на равноправној основи;
- укључености особа са инвалидитетом у све процесе у којима се одлучује о њиховим правима и обавезама;
- једнаким правима, а и обавезама.

## Живот особа са инвалидитетом у окружењу без баријера
Током раних 1970-тих, активисти за особе са инвалидитетом су почели да преиспитују начин на који друштво третира особе са инвалидитетом и медицински приступ инвалидности. Услед њиховог деловања, физичке баријере за приступачност су биле идентификоване. Те околности су функционално онемогућавале инвалиде, и оно што је у данашње време познато као социјални модел инвалидитета се појавило. Ова фразу је сковао Мајк Оливер 1983. године, и она формулише разлику између медицинског модела инвалидитета – према коме је потребно кориговати ограничење – и друштевеног модела инвалидитета – према коме друштво које ограничава особу треба кориговати.

Значај приступачности објеката, али и информационе технологије, особе са инвалидитетом препознате су и на нивоу Европске уније, и резултовао је доношењем Европска стратегија за особе са инвалидитетом 2010-2020.  
Обновљена посвећеност Европи без баријера (усвојила Европска комисија 15.11. 2010) предвиђа као свој примарни циљ обезбеђивање приступачности објеката, добара, услуга и информационих технологија особама са различите врсте инвалидитета.
Приступачност је предуслов за учешће свих особа друштва и економије, али ЕУ још треба да пређе дуг пут да би постигла циљ, јер треба усвојити и применити читав низ законодавних и других инструмената
као што су:
- стандардизација,
- оптимизација приступачности изграђеног окружења,
- оптимизација транспортних средстава
- оптимизација информационо-комуникационих технологија у складу са Дигиталном агендом за Европу и Уније за иновације.

## Биолошко-медицински приступ инвалидности
У правилницима за здравствену заштиту, прихваћен је биолошко-медицински приступ инвалидноости, који подразумева: инвалиде као лица са менталним или физичким оштећењима (урођеним или стеченим; привременим или трајним), која отежавају физиолошке функције организма и свакодневни живот, као и скуп мера у области здравствене заштите тих лица.
Медицински приступ ивалидитету као индивидуалном  проблему , акценат ставља на лице са инвалидитетом које се може рехабилитовати здравственим и медицинским мерама и тако вратити у нормаСоцијално-правни приступ лан  приватни и друштвени живот. Значи, ивалидитет је лични, а не друштвени проблем.

## Социјално-правни приступ инвалидности
Социјално-правни приступ инвалидности подразумева скуп мера организоване друштвене заштите тих лица у смислу њихове социјалне интеграције у све важне сфере друштвеног живота (сфера образовања, запошљавања, културе, спорта итд.). Дакле, по овом приступу инвалидност није само индивидуални проблем, већ и друштвени, јер и друштво сноси одговорност за положај инвалида - заправо друштво представља социјално, економско и правно окружење у коме се инвалид, управо, може осећати ускраћеним за нека људска права, а понекад и дискриминисаним у односу на друга лица.
Зато овај приступ подразумева и одговарајуће правне инструменте (прописе), којима се обезбеђује равноправност инвалида са другим грађанима (укључујући мере афирмативне акцције  и антидискриминационо законодавство).

## Конвенције о особама са инвалидитетом
Као пример конвенције о особама са инвалидитетом наводи се Конвенција УН о заштити права особа са инвалидитетом, која ступила на снагу.